# Sarah Palin
Sarah Louise Heath Palin (engleză  ˈpeɪlɪn - n. 11 februarie 1964), este o politiciană americană, autoare, oratoare și comentatoare de politică, fostă guvernatoare a statului american Alaska între 2006 și 2009 (până la demisia sa). A candidat la funcția de vicepreședinte al SUA alături de John McCain (care a candidat la funcția de președinte) la alegerile naționale din noiembrie 2008.

## Biografie

### Copilăria
Sarah Palin s-a născut în Sandpoint, Idaho, al treilea din cei patru copii (trei fete și un băiat) ai lui Sarah "Sally" Heath (născută Sheeran; 1940–2021), secretară la școală și Charles R. "Chuck" Heath (n. 1938), profesor de științe. Frații lui Sarah Palin sunt Chuck Jr., Heather, și Molly. Ea are origini engleze, irlandeze și germane.
Când Palin avea câteva luni, familia s-a mutat în Skagway, Alaska, tatăl său fiind angajat să predea. Pe urmă s-au mutat mai departe în Eagle River, Anchorage în 1969, iar mai departe s-au mutat în Wasilla, Alaska (în 1972).

## Viață politică

### Primar al orașului Wassila
Palin a servit două mandate consecutive ca membru al consiliului orașului Wasilla, Alaska, între 1992 și 1996, apoi pentru alte două mandate consecutive ca primar al aceluiași oraș Wasilla, din 1996 pănâ în 2002.  După o campanie nereușită pentru funcția de guvernator adjunct al statului Alaska, desfășurată în 2002, Palin a ocupat funcția de președinte al Comisiei statului Alaska pentru conservarea gazului și a țițeiului (în engleză, Alaska Oil and Gas Conservation Commission) între 2003 și 2004, servind simultan și ca supervisor al eticii (engleză, Ethics Supervisor) al aceleiași comisii.

### Guvernator al statului Alaska
În noiembrie 2006, Palin a fost aleasă pentru funcția de guvernator al statului Alaska, devenind prima femeie aleasă în această funcție și cea mai tânără persoană care a deținut vreodată cea mai înaltă funcție a celui de-al cincizecilea stat al Uniunii.  În ciuda unor condiții aparent defavorabile, Sarah Palin a învins în preliminariile alegerilor republicane pe fostul guvernator Frank Murkowski, respectiv ulterior, în alegerile generale, pe fostul candidat democrat și fostul guvernator al statului nordic, Tony Knowles, obținând o victorie relativ confortabilă cu 48,3% din voturile exprimate și validate.

### Candidat la funcția de vicepreședinte al SUA
Sarah Palin a fost aleasă la 29 august 2008 drept candidat la funcția de vicepreședinte al SUA din partea senatorului John McCain. În timpul campaniei, acesta l-a acuzat pe Barack Obama pentru faptul că ar fi susținut de teroriști. De asemenea, ea a susținut exploatarea resurselor naturale ale Statelor Unite, considerând că aceasta este unica șansa ca Statele Unite să devină independente energetic. Numirea ei în funcția de candidat a fost catalogată drept neașteptată pentru campania electorală din 2008 împotriva lui Obama și Biden.